# Heterodermia japonica
Heterodermia japonica är en lavart som först beskrevs av M. Satô, och fick sitt nu gällande namn av Swinscow & Krog. Heterodermia japonica ingår i släktet Heterodermia och familjen Physciaceae.   Inga underarter finns listade i Catalogue of Life.